# Rybakówka (Mazovie)
Pour les articles homonymes, voir Rybakówka.
Rybakówka (prononciation : [rɨbaˈkufka]) est un village polonais de la gmina de Gołymin-Ośrodek dans le powiat de Ciechanów de la voïvodie de Mazovie dans le centre-est de la Pologne.

## Histoire
De 1975 à 1998, le village appartenait administrativement à la voïvodie de Ciechanów.